# Heterospilus angustus
Heterospilus angustus (лат.) — вид наездников рода Heterospilus из подсемейства Doryctinae семейства бракониды (Braconidae). Встречаются в Центральной Америке: эндемик Коста-Рики.

## Описание
Мелкие перепончатокрылые насекомые, длина 2,5 мм. Голова жёлтая, скапус усика жёлтый, без латеральной коричневой полосы, жгутик с апикальными 3-5-ми флагелломерами белого цвета. Мезосома коричневая, несколько светлее вдоль нотаулей. Метасомальные 1-4-й тергиты коричневые, 2-й тергит слегка светлее; 5-7-й тергиты жёлтые. Жгутик состоит из 19 члеников). Голова в основном бороздчатая (лоб, лицо, вертекс). Мезоскутум, мезоплеврон и скутум гранулированные. Расстояние между сложным глазом и простым глазком (оцеллием) менее чем в 2,5 раза превышает диаметр бокового простого глазка. 4-7-й тергиты брюшка гладкие. Жилка r переднего крыла короче, чем жилка 3RSa. В переднем крыле развита радиомедиальная жилка. Передняя голень с единственным рядом коротких шипиков вдоль переднего края. На задних тазиках ног есть отчётливый антеровентральный базальный выступ, вертекс головы сбоку у глаз нерезко угловатый. Предположительно, как и другие виды рода Heterospilus, паразитируют на жуках или бабочках. Вид был впервые описан в 2013 году американским гименоптерологом Полом Маршем (Paul M. Marsh; Норт-Ньютон, Канзас, США) с группой американских коллег-энтомологов (Wild Alexander L., Whitfield James B.; Иллинойсский университет в Урбане-Шампейне, Эрбана, Иллинойс, США). От близких видов отличается одноцветной тёмно-коричневой или чёрной мезосомой, коричневым жгутиком усика с белыми 3-5 флагеллоомерами (у сходного вида Heterospilus shenefelti жгутик полностью коричневый и яйцеклад в длину около половины длины метасомы).